# Coroicoia ligata
Coroicoia ligata là một loài bọ cánh cứng trong họ Cerambycidae.